# 제주 SK FC
제주 SK FC(Jeju SK Football Club)는 대한민국 제주특별자치도 서귀포시에 있는 축구 선수단이다. 제주에스케이에프씨가 운영하는 남자 프로 축구단이며, 1982년에 창단되었다. 제주특별자치도를 연고로 하고 K리그1에 참가하고 있다.

## 역사

### 창단과 첫 우승 (1982–1989)
제주 SK FC는 유공 코끼리 축구단이라는 명칭으로 1982년 12월 17일 대한민국의 두 번째 프로축구단으로 창단되었다. 1983년 한국 프로축구 원년 수퍼리그에 서울, 인천, 경기 지방을 연고로 하여 참가하였으며 할렐루야 독수리의 해체로 현재 대한민국의 축구단 중 가장 오래된 프로축구단이다. 전후기 리그제로 시행된 1984 시즌에 전기리그를 우승하였지만 챔피언결정전에서 후기리그 우승 팀이 대우에게 져서 준우승에 머물렀다.
광역지역연고제가 시작된 1987년부터 인천, 경기를 연고지로 활동하였으며 당대 최고의 명장인 김정남 감독이 1985 시즌부터 재임을 하였지만 도리어 1986년 FIFA 월드컵, 1986년 아시안 게임, 1988년 하계 올림픽에 축구 국가대표팀 감독으로 차출되어 도리어 전력 약화 요인이 되어 좋은 성적을 내지 못하였다. 하지만 1989 시즌에 김정남 감독이 차출 없이 감독 역할을 수행하고 노수진, 황보관, 이광종, 조윤환, 최윤겸, 하재훈, 테드 등의 활약으로 클럽 역사상 최초로 K리그 정규리그 우승을 달성하였다.

### 서울 동대문운동장 시대 (1991–1995)
1990년 12월 서울로의 연고지 이전 승인을 받고 1991 시즌부터 동대문운동장을 홈구장으로 사용하기 시작하여 기존 일화 천마, LG 치타스와 함께 서울 연고 구단이 되었으며 이에 앞서  1987년 8개팀 프로리그 실현설 당시 서울  연고 물망에 올랐으나 무산됐다. 기존 김정남 감독이 1992 시즌 중도 사임하고 박성화 감독이 부임 하였지만 수비축구라는 기존의 팀컬러를 쇄신하지는 못하였다. 이 기간의 유공의 주축 선수는 황보관, 조정현, 김봉길, 하재훈, 허기태, 이광종, 강철, 이임생 등이었다.
특히 이 기간 동대문운동장을 공동 홈구장으로 하는 일화 천마, LG 치타스와 많은 경기가 벌어졌는데 그 중 백미는 1994년 11월 9일에 열린 일화 천마와의 대결이었다. 유공은 9월까지 5위권에 내려앉아 우승경쟁에서 한 발 물러서있는 상황이었다. 하지만 9월 24일, 전주 원정에서의 승리를 기점으로 내리 5연승을 포항 5승 1무를 거두며 단숨에 선두 일화를 맹추격하고 있는 상황이었다.
이 경기에서 유공은 골키퍼 샤샤의 데뷔전 맹활약과 일화의 자책골, 허기태의 추가골로 2:0으로 일화 천마를 이겼다. 이 경기 결과 유공은 마지막 한 경기만을 남겨둔채로 승점 1점차로 일화 천마를 바싹 뒤쫓아 역전 우승의 실날같은 희망을 이어갈 수 있었지만 아쉽게 클럽 통산 두 번째 준우승을 차지하는 것으로 만족해만 했다.
1994년 10월말로 계약이 만료되는 박성화 감독과 재계약을 하지 않는 것으로 결정되면서 구단에서는 대대적인 팀컬러 쇄신을 위해 1990년 FIFA 월드컵에서 카메룬 돌풍을 일으킨 발레리 네폼냐시 감독을 신임 감독으로 선임하였으며 1995 시즌부터 미드필더들의 짧은 패스 위주로 재미있는 축구를 구사하는 일명 니포축구의 서막을 올리기 시작하였다.

### 서울 목동운동장과 부천 시대 (1996–2005)
2002년 FIFA 월드컵 유치활동과 맞물려 서울 축구전용구장 건설과 지방 축구 활성화라는 명분으로 한국프로축구연맹과 정부에서 강제 시행한서울 연고 공동화 정책으로 인하여 1996년 일화 천마, LG 치타스와 함께 서울에서 연고지 이전을 하여1996년 1월 서울의 위성 도시인 부천으로 연고지를 변경하였다. 그러나 당시 부천종합운동장이 건설중인 관계로 서울 최서단에 있는 목동운동장을 홈 경기장으로 정했으며 클럽 명칭을 부천 유공으로 개명했다. 1997년 10월 1일 다시 모기업인 유공의 사명 변경으로 부천 유공에서 부천 SK로 클럽 명칭을 변경했으며 마침내 2001년 부천종합운동장으로 홈구장을 옮기어 진정한 부천 시대를 시작하였다. 이 시절 조성환, 강철, 이임생, 윤정춘, 윤정환, 이원식, 남기일, 이을용, 곽경근 등이 주축 선수로서 부천 시대를 이끌었다.

### 제주 시대 (2006–현재)
| 제주 SK 연고지 역사 |                    |              |
| 클럽명칭 | 연고지             | 기간         |
| 유공 코끼리 | 서울+인천+경기     | 19831        |
| 유공 코끼리 | 서울               | 1984–19861   |
| 유공 코끼리 | 인천+경기          | 1987–1990    |
| 유공 코끼리 | 서울: 동대문운동장 | 1991–1995    |
| 부천 유공 | 서울: 목동운동장2  | 1996-1997.09 |
| 부천 SK | 서울: 목동운동장2  | 1997.10–2000 |
| 부천 SK | 부천               | 2001–2005    |
| 제주 유나이티드 FC | 제주 서귀포        | 2006–2024    |
| 제주 SK FC | 제주 서귀포        | 2025–        |
| 1. 1983년에서 1986년은 구단마다 연고지를 가지고 있긴 하였지만 0홈 앤드 어웨이가 아닌 투어 형식으로 리그가 진행되었기 때문에 0연고지 이전이 사실상 무의미하다.          |                    |              |
| 2. 서울연고공동화정책 시행으로 1996년 서울에서 부천으로 0연고지 이전을 했지만 부천종합운동장이 공사중인 관계로 02000년까지 서울 목동운동장에서 전 홈경기를 개최하였다. |                    |              |

모기업 SK 에너지는 2006년 2월 2일, 한국프로축구연맹의 연고지 승인을 받고 제주특별자치도 서귀포시로 연고지 이전을 확정하였고 클럽 명칭을 현재의 명칭인 "제주 유나이티드 FC"로 변경하기로 하였다. 연고지 이전 명분은 당시 K리그 14개 구단 중 5개 구단이 서울 및 수도권 지역에 밀집되었던 불균형을 해소하고 프로축구 시장 확대 발전을 위한다는 것이었지만 사실은 인천광역시에 위치하고 있던 모기업 SK주식회사 소유의 SK저유소 내 클럽하우스 부지가 매각됨에 따라 새로운 클럽하우스 건설 비용을 줄이고자 서귀포시의 지원을 약속받아 한국프로축구연맹의 연고지 이전 승인을 받고 순식간에 연고지 이전을 감행하였다.
부천에서 제주로 연고지를 이전하는 과정에서 부천시와 서포터즈와의 합의가 전혀 없이 단 하루 만에 이루어져 강한 반발이 일어났다. 부천 SK 서포터즈 연합 헤르메스, K리그 서포터즈 클럽 연합, 붉은악마 제주지회 등이 SK의 제주 연고지 이전에 대한 항의 성명을 발표하였다.
한편 제주도를 연고지로 한 프로축구단이 생기는 것에 대해 제주도축구협회장과 제주도민들은 환영의 뜻을 표했다. 당시까지 제주를 연고지로 삼은 프로 스포츠 구단이 전혀 없었으며, 월드컵으로 지어진 축구전용구장의 활용을 위해서 프로축구 클럽 설립이 필요한 시점이었다.
2006년 제주 입성 첫해는 클럽하우스의 부재와 원정 경기시 이동 문제로 인한 컨디션 난조 등 새 연고지에서의 부적응으로 인해 좋지 못한 성적을 기록하였다.
2007년 11월 3일, 정해성 감독이 국가대표팀 수석 코치직을 수락하며 사임을 선언했고 구단 측에서는 외국인 감독을 선임할 계획이라고 밝혔다. 2008년 1월, 알툴 감독을 신임 감독으로 선임하였다. 알툴 감독은 패싱 플레이를 통한 재미있는 축구로 축구팬들의 호평을 받았으나 2008 K리그에서 10위를 기록하고 2009 K리그에서도 중하위권을 맴돌아 결국 2009년 10월 14일 시즌 종료를 앞두고 전격 자진 사퇴를 선언해 조진호 코치가 감독 대행으로 팀을 이끌게 되었다.
그 후 2009년 10월 30일, 박경훈 전 U-17 대표팀 감독이 신임 감독으로 취임하였고 2010 시즌를 앞두고 강민수와 이동식을 수원에 내주고 박현범과 배기종을 데려오고 FC 서울의 이상협과 김호준, 중국 슈퍼리그 창사 진더의 김은중을 영입하는 등 대대적인 팀 재건과 전력 보강 작업을 착실히 진행하였으며 그 결과 패싱 위주의 재미있는 축구로 팀컬러를 바꾸어 2010 시즌 K리그 준우승이라는 기대 이상의 성적을 거두며 2006년 제주로 연고지 이전 후 가장 성공적인 시즌을 보내었다.
2011년에는 새로이 신영록, 최원권, 강수일을 영입하였으나 구자철이 VfL 볼프스부르크로 이적함으로써 전력약화가 예상되었다. 정규리그와 AFC 챔피언스리그를 병행하기에는 얇은 스쿼드로 인해, 결국 첫 출전이었던 AFC 챔피언스리그 E조 예선에서는 2승 1무 3패(승점 7점)로 탈락하였다.
2014 시즌 제주는 다시 한번 상위 스플릿 라운드에 진입하였고, 시즌을 끝으로 박경훈 감독이 물러나고 조성환 2군 감독이 신임 감독으로 내정되었다. 2016 시즌에는 꾸준한 성적과 공격적인 축구를 통해 상위 스플릿 라운드에 진입하였다. 이후 구단의 분위기를 잘 추스려 팀을 창단 후 첫 상위스프릿 라운드 진출을 성공시켰다. 2016년 10월 14일 감독이 P급 지도자 자격증이 있어야만 AFC 챔피언스리그에 출전할 수 있다는 규정으로 인해 P급 지도자 자격증이 없는 조성환 감독이 보직을 수석 코치로 변경하였고, 김인수 감독이 신임 감독으로 선임되었다. 이후 리그 3위를 기록하여 6년 만에 AFC 챔피언스리그에 진출에 성공하였지만 FC 서울이 더블 우승(K리그 클래식, FA컵 우승)을 달성하면 조별리그에 직행할 수 있었다. 하지만, 유상훈의 실축으로 FC 서울이 더블 우승 달성에 실패하면서 AFC 챔피언스리그 조별리그 직행이 좌절되었지만, 전북 현대 모터스가 AFC의 ACL 자격 박탈 징계를 받으며 제주가 조별리그에 직행하였고, K리그 클래식 4위였던 울산 현대가 제주의 ACL PO 티켓을 승계했다. 안현범은 K리그 영플레이어상을 수상하였고, 정운은 K리그 베스트 11에 선정되었다.
제주는 2017 AFC 챔피언스리그를 대비하기 위해 조용형, 진성욱, 박진포, 이창근, 김원일, 최현태, 프레데리크 멘디, 이찬동 등 선수들을 영입하여 알찬 전력 보강을 실시하여 6년 만에 ACL 도전할 준비를 마쳤다. 제주는 2017 AFC 챔피언스리그에 H조 예선에서는 3승 1무 2패 (승점 10점)로 2위의 성적으로 16강에 진출했지만, 일본의 우라와 레즈에 1,2차전 합계 2-3으로 패하며 16강에서 탈락했다.
2019 시즌 초반 부진을 이어가자 팀을 5년 가까이 이끌던 조성환 감독과 결별한 후, 최윤겸 감독을 선임하고 시즌 중반 윤일록, 최규백 등을 새로 영입하고 윤빛가람이 전역해 팀에 합류하는 등 반전을 꾀했지만 결국 리그 최하위를 확정지으며 창단 처음으로 2부 리그에 강등당했다.
2020 시즌에는 최윤겸의 후임으로 남기일을 새 감독으로 선임한 제주는 2부 리그에서 우승과 함께 K리그1으로 승격하였는데 대전 이후로 두 번째로 한 시즌만에 승격한 팀이 되었다.

## 선수 명단
참고: FIFA 자격 규정에 따라 소속된 국가대표팀 국기를 표시합니다. 선수는 복수의 FIFA 비회원국 국적을 가지고 있을 수 있습니다.
| 번호 | 포지션 | 국적 | 이름                            |
| ---- | ------ | ---- | ------------------------------- |
| 1    | GK     |      | 김동준                          |
| 2    | DF     |      | 김재우                          |
| 3    | DF     |      | 장민규                          |
| 4    | DF     |      | 송주훈                          |
| 5    | MF     |      | 이탈로                          |
| 6    | MF     |      | 김정민                          |
| 7    | FW     |      | 티아고                          |
| 8    | MF     |      | 이창민                          |
| 9    | FW     |      | 유리                            |
| 10   | MF     |      | 남태희                          |
| 11   | FW     |      | 에반드로                        |
| 13   | DF     |      | 정운                            |
| 14   | FW     |      | 페드링요 (서울 이랜드에서 임대) |
| 15   | FW     |      | 데닐손                          |
| 16   | FW     |      | 유인수                          |
| 18   | MF     |      | 오재혁                          |
| 19   | FW     |      | 신상은                          |
| 20   | DF     |      | 최원창                          |
| 21   | GK     |      | 안찬기                          |
| 22   | DF     |      | 안태현                          |

| 번호 | 포지션 | 국적 | 이름   |
| ---- | ------ | ---- | ------ |
| 23   | DF     |      | 임창우 |
| 24   | MF     |      | 최병욱 |
| 25   | MF     |      | 김재민 |
| 26   | DF     |      | 임채민 |
| 27   | DF     |      | 김준하 |
| 28   | FW     |      | 강민재 |
| 29   | MF     |      | 조인정 |
| 30   | FW     |      | 김진호 |
| 31   | GK     |      | 조성빈 |
| 33   | FW     |      | 지상욱 |
| 37   | MF     |      | 권순호 |
| 38   | FW     |      | 김지운 |
| 40   | DF     |      | 김륜성 |
| 41   | GK     |      | 주승민 |

### 임대 및 군 복무 중인 선수
참고: FIFA 자격 규정에 따라 소속된 국가대표팀 국기를 표시합니다. 선수는 복수의 FIFA 비회원국 국적을 가지고 있을 수 있습니다.
| 번호 | 포지션 | 국적 | 이름                             |
| ---- | ------ | ---- | -------------------------------- |
| —    | FW     |      | 김승섭 (김천 상무에서 군 복무중) |
| —    | FW     |      | 제갈재민 (김포 FC로 임대)        |
| —    | MF     |      | 강효온 (대전 코레일로 임대)      |
| —    | DF     |      | 허강준 (대전 코레일로 임대)      |

| 번호 | 포지션 | 국적 | 이름                             |
| ---- | ------ | ---- | -------------------------------- |
| —    | DF     |      | 김태환 (김천 상무에서 군 복무중) |
| —    | FW     |      | 이건희 (김천 상무에서 군 복무중) |
| —    | DF     |      | 홍준호 (충북청주 FC로 임대)      |
| —    | FW     |      | 김현우 (FC 목포로 임대)          |
| —    | MF     |      | 김건웅 (인천 유나이티드로 임대)  |

## 스태프

### 코칭스태프
| 직위        | 이름   |
| ----------- | ------ |
| 감독        | 김학범 |
| 수석코치    | 김정수 |
| 코치        | 이상호 |
| 코치        | 조병국 |
| 코치        | 조재철 |
| 골키퍼 코치 | 차상광 |
| 피지컬 코치 | 김찬빈 |

## 기록과 통계

### 우승 기록

#### 국내 대회

##### 리그
- K리그1

● 우승 (1): 1989
● 준우승 (5): 1984, 1994, 2000, 2010, 2017
- K리그2

● 우승 (1): 2020

##### 컵
- 코리아컵

● 준우승 (1): 2004
- 리그컵

● 우승 (3): 1994, 1996, 2000대
● 준우승 (2): 1998아, 1998필
- 종별실내축구대회

● 우승 (1): 1985

### 시즌 결과
| 시즌 | K리그  | K리그 | FA컵 | FA컵 | 리그컵       | 리그컵 | 챔피언스리그 | 챔피언스리그 | 클럽월드컵 | 클럽월드컵 |
| 시즌 | 디비전 | 순위  | 대회 | 순위 | 대회         | 순위   | 대회         | 순위         | 대회       | 순위       |
| ---- | ------ | ----- | ---- | ---- | ------------ | ------ | ------------ | ------------ | ---------- | ---------- |
| 1983 | 1부    | 3     | -    | -    | -            | -      | -            | -            | -          | -          |
| 1984 | 1부    | 2     | -    | -    | -            | -      | -            | -            | -          | -          |
| 1985 | 1부    | 5     | -    | -    | -            | -      | -            | -            | -          | -          |
| 1986 | 1부    | 4     | -    | -    | 프로선수권   | 3      | -            | -            | -          | -          |
| 1987 | 1부    | 3     | -    | -    | -            | -      | -            | -            | -          | -          |
| 1988 | 1부    | 3     | -    | -    | -            | -      | -            | -            | -          | -          |
| 1989 | 1부    | 1     | -    | -    | -            | -      | -            | -            | -          | -          |
| 1990 | 1부    | 4     | -    | -    | -            | -      | -            | -            | -          | -          |
| 1991 | 1부    | 4     | -    | -    | -            | -      | -            | -            | -          | -          |
| 1992 | 1부    | 6     | -    | -    | 아디다스컵   | 4      | -            | -            | -          | -          |
| 1993 | 1부    | 5     | -    | -    | 아디다스컵   | 6      | -            | -            | -          | -          |
| 1994 | 1부    | 2     | -    | -    | 아디다스컵   | 1      | -            | -            | -          | -          |
| 1995 | 1부    | 4     | -    | -    | 아디다스컵   | 5      | -            | -            | -          | -          |
| 1996 | 1부    | 4     | FA컵 | 3    | 아디다스컵   | 1      | -            | -            | -          | -          |
| 1997 | 1부    | 10    | FA컵 | 8강  | 아디다스컵   | 5      | -            | -            | -          | -          |
| 1997 | 1부    | 10    | FA컵 | 8강  | 프로스펙스컵 | B조    | -            | -            | -          | -          |
| 1998 | 1부    | 7     | FA컵 | 16강 | 아디다스컵   | 2      | -            | -            | -          | -          |
| 1998 | 1부    | 7     | FA컵 | 16강 | 필립모리스컵 | 2      | -            | -            | -          | -          |
| 1999 | 1부    | 3     | FA컵 | 8강  | 아디다스컵   | 8      | -            | -            | -          | -          |
| 1999 | 1부    | 3     | FA컵 | 8강  | 대한화재컵   | A조    | -            | -            | -          | -          |
| 2000 | 1부    | 2     | FA컵 | 3    | 아디다스컵   | 9      | -            | -            | -          | -          |
| 2000 | 1부    | 2     | FA컵 | 3    | 대한화재컵   | 1      | -            | -            | -          | -          |
| 2001 | 1부    | 7     | FA컵 | 16강 | 아디다스컵   | B조    | -            | -            | -          | -          |
| 2002 | 1부    | 8     | FA컵 | 16강 | 아디다스컵   | A조    | -            | -            | -          | -          |
| 2003 | 1부    | 12    | FA컵 | 3    | -            | -      | -            | -            | -          | -          |
| 2004 | 1부    | 13    | FA컵 | 2    | 삼성하우젠컵 | 11     | -            | -            | -          | -          |
| 2005 | 1부    | 5     | FA컵 | 16강 | 삼성하우젠컵 | 4      | -            | -            | -          | -          |
| 2006 | 1부    | 13    | FA컵 | 32강 | 삼성하우젠컵 | 8      | -            | -            | -          | -          |
| 2007 | 1부    | 11    | FA컵 | 3    | 삼성하우젠컵 | A조    | -            | -            | -          | -          |
| 2008 | 1부    | 10    | FA컵 | 32강 | 삼성하우젠컵 | A조    | -            | -            | -          | -          |
| 2009 | 1부    | 14    | FA컵 | 8강  | 피스컵       | 8강    | -            | -            | -          | -          |
| 2010 | 1부    | 2     | FA컵 | 3    | 포스코컵     | 8강    | -            | -            | -          | -          |
| 2011 | 1부    | 9     | FA컵 | 16강 | 러시앤캐시컵 | 8강    | 챔피언스리그 | E조          | -          | -          |
| 2012 | 1부    | 6     | FA컵 | 3    | -            | -      | -            | -            | -          | -          |
| 2013 | 1부    | 9     | FA컵 | 3    | -            | -      | -            | -            | -          | -          |
| 2014 | 1부    | 5     | FA컵 | 32강 | -            | -      | -            | -            | -          | -          |
| 2015 | 1부    | 6     | FA컵 | 8강  | -            | -      | -            | -            | -          | -          |
| 2016 | 1부    | 3     | FA컵 | 32강 | -            | -      | -            | -            | -          | -          |
| 2017 | 1부    | 2     | FA컵 | 16강 | -            | -      | 챔피언스리그 | 16강         | -          | -          |
| 2018 | 1부    | 5     | FA컵 | 8강  | -            | -      | 챔피언스리그 | G조          | -          | -          |
| 2019 | 1부    | 12    | FA컵 | 16강 | -            | -      | -            | -            | -          | -          |
| 2020 | 2부    | 1     | FA컵 | 16강 | -            | -      | -            | -            | -          | -          |
| 2021 | 1부    | 4     | FA컵 | 3R   | -            | -      | -            | -            | -          | -          |
| 2022 | 1부    | 5     | FA컵 | 16강 | -            | -      | -            | -            | -          | -          |
| 2023 | 1부    | 9     | FA컵 | 4강  | -            | -      | -            | -            | -          | -          |
| 2024 | 1부    | 7     | FA컵 | 4강  | -            | -      | -            | -            | -          | -          |

## 구단 역대 인물

### 역대 선수

#### 결번
참고: FIFA 자격 규정에 따라 소속된 국가대표팀 국기를 표시합니다. 선수는 복수의 FIFA 비회원국 국적을 가지고 있을 수 있습니다.
| 번호 | 포지션       | 국적 | 이름                 |
| ---- | ------------ | ---- | -------------------- |
| 12   | {{{포지션}}} |      | 서포터즈 '풍백' 헌정 |

### 역대 감독
- 취임일자는 공식 취임식 일자이며 취임식이 없거나 미상인 경우 공식 선임일자를 기재한다.

| 순번 | 이름                  | 취임일자   | 사임일자   | 재임시즌  | 비고                                                                                             |
| ---- | --------------------- | ---------- | ---------- | --------- | ------------------------------------------------------------------------------------------------ |
| 1대  | 이종환                | 1982/04/20 | 1985/07/21 | 1983–1985 | - 구단 초대 감독 - 구단 최초 시즌 도중 사퇴한 감독                                               |
| 2대  | 김정남                | 1985/07/21 | 1992/05/12 | 1985–1992 | - 구단 최초 K리그 우승 감독                                                                      |
| 대행 | 박영환                | 1986/??/?? | 1986/??/?? | 1986      |                                                                                                  |
| 대행 | 최종덕                | 1988/07/13 | 1988/09/14 | 1988      |                                                                                                  |
| 대행 | 박성화                | 1992/05/12 | 1992/12/19 | 1992      | - 함흥철 고문과 공동으로 감독대행 수행 - 1993 시즌부터 정식 감독으로 승격                        |
| 3대  | 박성화                | 1992/12/20 | 1994/10/29 | 1993–1994 | - 함흥철 고문과 공동으로 감독대행 수행 - 1993 시즌부터 정식 감독으로 승격                        |
| 대행 | 조윤환                | 1994/10/30 | 1994/12/31 | 1994      |                                                                                                  |
| 4대  | 발레리 네폼냐시       | 1995/01/01 | 1998/10/31 | 1995–1998 | - 구단 최초 외국인 감독                                                                          |
| 대행 | 조윤환                | 1998/11/01 | 1998/12/31 | 1998      | - 1998 시즌 감독대행 수행 후 1998 시즌부터 정식 감독으로 승격 - 구단 최초 제주 SK 선수 출신 감독 |
| 5대  | 조윤환                | 1999/01/01 | 2001/08/14 | 1999–2001 | - 1998 시즌 감독대행 수행 후 1998 시즌부터 정식 감독으로 승격 - 구단 최초 제주 SK 선수 출신 감독 |
| 대행 | 최윤겸                | 2001/08/14 | 2001/08/31 | 2001      | - 2001 시즌 감독대행 수행 중 정식 감독으로 승격                                                  |
| 6대  | 최윤겸                | 2001/09/01 | 2002/09/01 | 2001–2002 | - 2001 시즌 감독대행 수행 중 정식 감독으로 승격                                                  |
| 7대  | 트나즈 트르판         | 2002/09/02 | 2003/05/14 | 2002–2003 |                                                                                                  |
| 대행 | 하재훈                | 2003/05/14 | 2003/07/18 | 2003      | - 2003 시즌 감독대행 수행 중 정식 감독으로 승격                                                  |
| 8대  | 하재훈                | 2003/07/19 | 2003/12/31 | 2003      | - 2003 시즌 감독대행 수행 중 정식 감독으로 승격                                                  |
| 9대  | 정해성                | 2004/01/01 | 2007/11/03 | 2004–2007 |                                                                                                  |
| 10대 | 아르투르 베르나르지스 | 2008/01/04 | 2009/10/14 | 2008–2009 |                                                                                                  |
| 대행 | 조진호                | 2009/10/14 | 2009/10/29 | 2009      |                                                                                                  |
| 11대 | 박경훈                | 2009/10/30 | 2014/12/03 | 2009–2014 |                                                                                                  |
| 12대 | 조성환                | 2014/12/19 | 2016/10/14 | 2015–2016 | - 수석 코치로 보직 변경[A]                                                                       |
| 13대 | 김인수                | 2016/10/14 | 2016/12/15 | 2016      | - 구단에서는 공식적으로 김인수를 13대 감독 조성환을 12대와 14대 감독으로 기록하고 있다.          |
| 14대 | 조성환                | 2016/12/30 | 2019/05/02 | 2017–2019 |                                                                                                  |
| 15대 | 최윤겸                | 2019/05/03 | 2019/11/30 | 2019      |                                                                                                  |
| 16대 | 남기일                | 2019/12/26 | 2023/09/26 | 2020–2023 | - K리그2 2020 우승 감독 (K리그1 승격)                                                            |
| 대행 | 정조국                | 2023/09/26 | 2023/12/04 | 2023      |                                                                                                  |
| 17대 | 김학범                | 2023/12/05 |            | 2024-     |                                                                                                  |

^[A]  AFC 챔피언스리그 출전하는 팀은 감독이 AFC P 라이센스를 갖고 있어야 한다는 AFC 규정에 따라 수석 코치로 보직을 변경하고 P 라이센스를 갖고 있는 김인수를 감독으로 선임함.

## 경기장
홈 경기장은 제주월드컵경기장이다.

## 클럽하우스
제주특별자치도 서귀포시 강정동에 위치하고 있다. 부지 2,420평에 지하 1층, 지상 3층 연면적 1,382평 규모이다.

## 엠블럼과 마스코트
클럽 마스코트에는 '감규리', '한라할방', '백록이' 가 있다. 감규리는 그 중에서 가장 대표적인 마스코트이며, 남다른 책임감으로 감규리 패밀리와 제주 SK를 이끌고 있다.

## 유니폼
| 2017 홈 | 2017 원정 | 2018-19 · 홈 | 2018-19 · 원정 |

| 2020 · 홈 | 2020 · 원정 | 2021 · 홈 | 2021 · 홈 | 2021 서드 · (제주바당) |

## 참고 문헌
- “스포츠지원포털 등록 현황”. 대한체육회.
- “KFA 통합경기정보 시스템”. 대한축구협회.
- “K리그 데이터 포털”. 한국프로축구연맹.

## 같이 보기
- 제주 유나이티드 FC R